# Birger Jensen
Birger Quistorff Jensen (ur. 1 marca 1951 w Kopenhadze, zm. 4 kwietnia 2023) – duński piłkarz występujący na pozycji bramkarza.

## Kariera klubowa
Jensen karierę rozpoczynał w sezonie 1971 w pierwszoligowym zespole B 1903. W sezonie 1972 wywalczył z nim wicemistrzostwo Danii. W 1974 roku przeszedł do belgijskiego Club Brugge. Jego barwy reprezentował przez 14 lat. W tym czasie pięć razy wywalczył z zespołem mistrzostwo Belgii (1976, 1977, 1978, 1980, 1988), dwa razy wicemistrzostwo Belgii (1985, 1986), dwa razy Puchar Belgii (1977, 1986) i trzy razy Superpuchar Belgii (1980, 1986, 1988). W sezonie 1975/1976 dotarł też do finału Pucharu UEFA, a w sezonie 1977/1978 do finału Pucharu Mistrzów.
W 1988 roku Jensen odszedł do Lierse SK. W trakcie sezonu 1988/1989 przeniósł się jednak do holenderskiego RKC Waalwijk. W Eredivisie zadebiutował 17 września 1988 w przegranym 0:2 meczu z BV Veendam. W barwach RKC rozegrał 6 spotkań. Po sezonie 1988/1989 odszedł do belgijskiego amatorskiego klubu FC Varsenare, gdzie zakończył karierę.

## Kariera reprezentacyjna
W reprezentacji Danii Jensen zadebiutował 23 września 1973 w wygranym 1:0 meczu Mistrzostw Nordyckich z Norwegią. W latach 1973–1979 w drużynie narodowej rozegrał 19 spotkań.